# A distanza ravvicinata
A distanza ravvicinata (At Close Range) è un film del 1986 diretto da James Foley e interpretato da Sean Penn e Christopher Walken, ispirato alle gesta del criminale Bruce Johnston Senior.

## Trama
Il giovane Brad Whitewood Jr. vive in Pennsylvania con la madre, la nonna e il fratello Tommy. Molti anni dopo aver lasciato la famiglia, il padre Brad Whitewood Sr. ricompare in zona. Ma Brad senior è un noto criminale con un figlio: quest'ultimo da piccolo è stato vittima delle molestie sessuali che l'uomo gli ha perpetrato, ma non avendo ancora riconosciuto la natura vergognosa dell'uomo, lo ammira e insiste perché il padre lo avvii al crimine.
Così Brad junior comincia insieme ad amici e al fratello Tommy a compiere per il padre alcuni furti, soprattutto di trattori. Nel frattempo conosce e si innamora di una ragazza di nome Terry, e non molto tempo dopo manifesta apertamente al padre l'intenzione di andarsene e di vivere onestamente.
Una notte la banda dei ragazzi viene catturata dalla polizia e viene tenuto in arresto il solo Brad junior. Terry vuol andare a visitare il fidanzato in prigione e Brad senior violenta la ragazza durante il viaggio. Scoppia un profondo odio tra padre e figlio. Brad senior, d'accordo con i suoi loschi compagni, inizia a uccidere, a uno a uno, i componenti della giovane banda, compreso il suo stesso figlio Tommy, nel timore che essi possano parlare.
Mentre Brad junior, uscito di prigione, tenta di scappare in auto con Terry per andare a vivere una nuova vita, un killer nell'ombra spara ai due e uccide Terry. Brad, ferito ma scampato all'attentato, affronta finalmente il padre e lo tiene sotto tiro con una pistola, per poi aspettare l'arrivo della polizia e inchiodarlo ai suoi vari delitti.

## Distribuzione
Distribuito dalla C.D.I. è uscito nelle sale cinematografiche italiane il 18 aprile 1986.

## Curiosità
- L'attrice Eileen Ryan, che interpreta la nonna di Sean e Chris Penn, è in realtà la loro madre.
- La colonna sonora è di Patrick Leonard e venne composta per un altro film, Le cascate del Paradiso, per il quale venne rifiutata. Fu Madonna, all'epoca moglie di Sean Penn, a volerla usare per questo film, e il brano musicale sui titoli di coda, Live to Tell, da lei scritto assieme a Leonard nonché cantato, è stato inserito nel suo album True Blue.